# Gabriela Dalla-Corte
Gabriela Silvina Dalla–Corte Caballero (Rosario, Argentina, 13 de febrero de 1968 – Barcelona, España, 24 de diciembre de 2017) fue una historiadora y escritora argentino-española especializada en historia de América con un enfoque sudamericano y de las relaciones con algunos países europeos.

## Biografía

### Primeros años y estudios
Gabriela Dalla–Corte Caballero nació en la ciudad argentina de Rosario. Realizó sus estudios primarios en la Escuela N.º 94 República del Líbano de su ciudad natal. Egresada de secundaria, continuó con sus estudios superiores ingresando a la Escuela Normal Superior N°3 de Rosario, donde obtuvo el título de Profesora de Educación Primaria en 1988. Posteriormente continuó sus estudios en la Facultad de Humanidades y Artes de la Universidad Nacional de Rosario (UNR) a estudiar la carrera de Historia. En su paso por dicha casa de estudios, se desempeñó como alfabetizadora del Plan Nacional de Alfabetización creado bajo el gobierno de Raúl Alfonsín. Posteriormente reingresó a la UNR para continuar con una maestría sobre El poder y la sociedad desde la perspectiva de género, graduándose en 1995. Ese mismo año, Dalla-Corte emigra becada a España para comenzar sus estudios de doctorado en la Universidad de Barcelona, donde presentó dos tesis doctorales: Vida y muerte de una aventura en el Río de la Plata, Jaime Alsina i Verjés, 1770/1836. Historia, Derecho y familia en la disolución del orden colonial y  El Ombudsman: expectativas de derechos en el poder con fuerza no vinculante.   Allí estuvo bajo la dirección de Pilar García Jordán (Historia) e Ignasi Terradas i Saborit (Antropología). Durante el período 1995–1999, fue becaria de la Agencia Española de Cooperación Internacional para el Desarrollo (AECID), y del Fondo para el Mejoramiento de la Calidad Universitaria (FOMEC) de la UNR. Comenzó a participar bajo la tutela del historiador Michel Bertrand, catedrático de la Universidad de Toulouse–Le–Mirail, en el proyecto France Meridionale et Espagne: histoire des societés du moyen age å l'epoque contemporaine–Réseaux, pouvoirs et identities en Amérique Latine (16ème–20ème). Este proyecto se prolongó por una década, entre 1999 y 2009,  durante los cuales Gabriela Dalla–Corte aportó a la investigación con 13 artículos y 11 capítulos de libros.

### Carrera profesional
Mientras cursaba sus estudios universiarios en la Universidad Nacional del Rosario, se desempeñó como profesora ayudante y jefa de trabajos prácticos de Historia Argentina; profesora titular de Historia Social; y jefa de trabajos prácticos de Historia del Derecho. Una vez egresada, su primer empleo como pedagoga titulada lo ejerció como maestra suplente en la Escuela N.º 94 República del Líbano, la escuela donde ella había estudiado.
En 2003 y hasta 2007 fue contratada por la Fundación Casa América Catalunya en calidad de asesora, para reconstruir la historia de la entidad creada en Barcelona en el año 1911. Utilizó como fuente de estudio la colección de la Revista Mercurio, que le permitió profundizar en los importantes vínculos comerciales y culturales entre América y Cataluña durante el siglo XX. Su primer proyecto fue financiado por la Generalidad de Cataluña a través del Centre d'Història Contemporània de Catalunya y llevó por título L'americanisme catalá des de la pèrdua de Cuba i Puerto Rico a la Guerra Civil. La Revista Comercial Iberoamericana Mercurio i el seu impacte cultural i econòmic.
Dirigió proyectos de investigación que le permitieron elaborar artículos, capítulos y monografías, además de coordinar y editar obras históricas. Sus estudios contribuyeron y son utilizados como fuentes de referencias de la historiografía sudamericana, particularmente a la argentina, paraguaya, chilena y brasileña; como también a la europea, como la francesa, italiana y española. Sus principales líneas de trabajo fueron: a) educación, ciudadanía y construcción del Estado Nacional, y b) migraciones y relaciones socio–económicas entre España y el Cono Sur latinoamericano. Desde abordajes interdisciplinarios profundizó en las tensas relaciones entre los estados y sus regiones (fronteras, prácticas empresariales y familiares, entramados neocolonizadores). Abordó los conflictos diplomáticos y las guerras, poniendo el foco sobre colectivos minoritarios y sectores vulnerables: mujeres, indígenas, esclavos. Sus últimas contribuciones se centraron en la historia de brigadistas internacionales paraguayos que participaron en la Guerra Civil Española.
Con base en sus publicaciones, las temáticas trabajadas por Gabriela Dalla–Corte se pueden clasificar dentro de los siguientes períodos de investigación ordenados cronológicamente:
1. 1993–2001: Historia social en el Cono Sur a lo largo de los siglos XIX y XX.
2. 2000–2005: Relaciones económicas y políticas entre Iberoamérica y Cataluña, siglos XVIII al XX.
3. 2003–2017: Construcción del Estado nacional, organización social y representación política. El Gran Chaco en los siglos XIX y XX.
4. 2003–2017: Misiones católicas en áreas indígenas del Paraguay y las actuales provincias argentinas de Chaco, Formosa y Santa Fe.
5. 2012–2017: Políticos y militares paraguayos en la Guerra del Chaco, en la Guerra Civil Española y en el exilio republicano en el sur de Francia.

Con respecto a su ciudad natal, Rosario, cabe destacar que no sólo investigó aspectos de tiempos pasados, sino también eventos contemporáneos. Fueron relevantes sus estudios sobre instituciones de beneficencia de la ciudad: El Asilo del Buen Pastor, Hogar del Huérfano, Hospital de la Caridad, Damas de Beneficencia.
Uno de sus últimos trabajos se basó en los registros fotográficos del brigadista paraguayo Víctor Martínez durante la Guerra Civil Española, y el posterior exilio de Martínez y sus colegas paraguayos, internados en el Campo de Gurs, Francia. Sus investigaciones sobre este conflicto bélico con un enfoque historiográfico y antropológico que realizó a fotografías de la Guerra del Chaco, han sido de utilidad para historiadores y otros expertos en el estudio de este tema.
Dentro del marco de actividades académicas, pueden mencionarse las estancias en universidades de distintos países latinoamericanos y europeos: Argentina, Bolivia, Chile, Ecuador, Italia, México y Paraguay. Presentó alrededor de 150 ponencias en eventos en Europa y América. Organizó más de 20 talleres, simposios, seminarios y jornadas. Dirigió 4 tesis doctorales y formó parte del comité científico de 5 revistas.
Durante su residencia en Barcelona, realizó múltiples investigaciones sobre los nexos de Cataluña con América Latina, entre los que destacan su estudios sobre la Casa de América de Barcelona, cuya labor es considerada como un referente sobre este asunto.
En 2018, el historiador mexicano Gustavo Garza Merodio realizó una publicación con un resumen de la vida y obra de la historiadora, destacando el trabajo colaborativo que realizó entre Sudamérica y Europa.

## Obras destacadas

### Autoría propia
- Vida i mort d´una aventura al Riu de la Plata, Jaime Alsina i Verjés, 1770-1836. Publicacions de l'Abadia de Montserrat. Biblioteca Serra D´Or, Barcelona. ISBN 20 84–8415–798–(2000).
- Casa de América de Barcelona (1911-1947), Comillas, Cambó, Gili, Torres y mil empresarios en una agencia de información e influencia internacional. Editorial Lid (Historia Empresarial). ISBN 978–84–88717–(2005).
- Lealtades firmes. Redes de sociabilidad y empresas en la Carlos Casado S.A. entre Argentina y el Chaco paraguayo, 1860-1940. Editorial: Consejo Superior de Investigaciones Científicas, CSIC. ISBN 9788400089269. (2009).
- Mocovíes, franciscanos y colonos en la zona Chaqueña de Santa Fe (1850-2011). El liderazgo de la mocoví Dora Salteño en Colonia Dolores.
- Editorial: Prohistoria Ediciones y Taller de Estudios Andino Amazónicos (TEIAA). ISBN 978–987–1855–11–7. (2012).
- Morales Raya, Eva; Dalla-Corte Caballero, Gabriela; Vázquez Recalde, Fabricio; Landeros Suárez, Arturo. La frontera argentino-paraguaya ante el espejo. Porosidad y Paisaje del Gran Chaco y del Oriente de la República del Paraguay. Editorial: Publicacions i Edicions UB, Agencia Española de Cooperación Internacional y Desarrollo (AECID). ISBN 978–84–475–3574–3. (2012).
- Alvarez, Gustavo; Dalla-Corte, Gabriela; Prosperi, Marcela. Socialistas y Socialismo en Santa Fe. La organización que venció al tiempo. Editorial: Grupo Prohistoria, Prohistoria Ediciones y Fundación Guillermo Estévez Boero. ISBN 978–987–1855–16–2. (2012).
- Cultura y negocios: el americanismo catalán de la Revista Comercial Ibero-Americana MERCURIO (Barcelona, 1901-1938). Editorial: Colección Kilómetro 13.774, Edicions Casa Amèrica Catalunya (CameC). ISBN 978–84–85736–60–7. (2012).
- La Crónica Argentina de Ricardo Monner Sans. Periodismo, política y cultura en la Revista MERCURIO de Barcelona. Editorial: Reial Academia de Bones Lletres de Barcelona. ISBN 978–84–938885–3–4. (2013).
- El Archivo de Señales del Hogar del Huérfano de Rosario. Niñez, Identidad y Migración (1879-1914) E -books: http://es.scribd.com/doc/144273574/EL -ARCHIVO-DE- SENALES-DEL-HOGAR -DEL-HUERFANO-DE-ROSARIO#comments. Historia Regional. e-books Editorial: Grupo Prohistoria, Prohistoria Ediciones, Rosario, Argentina. 978–987–1855–52–0. (2013).
- El archivo documental del americanismo catalán. Una historia centenaria para la Casa de América (1909-1968). Editorial: Colección Kilómetro 13.774, Edicions Casa Amèrica Catalunya (CameC). Dipòsit legal B.25.828–(2013).
- L'archivio dei contrassegni della casa dell'orfano di Rosario, Argentina. Infanzia, Identità e Migrazioni (1879-1914). Associazione Internazionale AREIA, Collana “VIAE. E -BOOK di AREIA”, Torino, Italia. Editorial: QUADERNI DI AREIA, Asociación internacional AREIA, Audioarchivio delle migrazioni tra Europa e America Latina. Genova (Italia). ISBN 78–88–908791–0–4. (2014).
- San Francisco de Asís del Laishí. Sensibilidades tobas y franciscanas en una misión indígena, Formosa, 1900-1955. Editorial: Grupo Prohistoria, Prohistoria Ediciones, Rosario, Colección Historia Argentina, N.º 24. 978–987–1855–70–4. (2014).
- En defensa del Hospital Madre. Mujeres de la Sociedad de Beneficencia de Rosario. Rosario, Prohistoria Ediciones. ISBN 979–987–3864–03–02. (2015).
- La guerra del Chaco. Ciudadanía, Estado y Nación en el siglo XX. La crónica fotográfica de Carlos de Sanctis. Asunción del Paraguay, Editorial Intercontinental. ISBN 978–99953–73–61–0. (2015(.
- De España a Francia. Brigadistas paraguayos a través de la fotografía. Barcelona, Publicacions de la Universitat de Barcelona. ISBN 978–84–475–4009–9. (2016).
- El rosarino Carlos de Sanctis: la Sanidad y el Monumento a la Bandera. En: Revista Médica de Rosario, Vol. 82, N°1, enero–abril, pp. 31–34, ISSN 1851–2135. (2016).
- Guerra y paz en el Chaco Boreal: ideas y propuestas de la Revista Comercial Iberoamericana Mercurio de Barcelona. En: Revista de Indias, Madrid, vol. LXXVII, núm. 269, pp. 235–262. (2017).

### Colaboraciones
- Dalla-Corte, Gabriela; Piacenza, Paola. A las puertas del Hogar. Madres, niños y Damas de Caridad en el Hogar del Huérfano de Rosario (1870-1920) Editorial: Grupo Prohistoria, Editorial Prohistoria. ISBN 10: 987–1304–07. (2006).
- Dalla-Corte, Gabriela; Vázquez Recalde, Fabricio. La conquista y ocupación de la frontera del Chaco entre Paraguay y Argentina. Los indígenas Tobas y Pilagás y el mundo religioso en la misión Tacaaglé del río Pilcomayo (1900-1950). Editorial: Publicacions i Edicions UB. ISBN 978–84–475–3523–1. (2011).
- Empresas y Tierras de Carlos Casado en el Chaco)) Paraguayo. Historias, negocios y guerras (1860-1940). Editorial Intercontinental, Asunción del Paraguay. 978–99925. (2012).
- Dalla-Corte, Gabriela; Ulloque, Marcelo; Vaca, Roxana. La mano que da. 160 años de la Sociedad de Beneficencia de Rosario. Editorial: Grupo Prohistoria, Prohistoria Ediciones, Rosario, Colección Historia Argentina. ISBN 978–987–1855–77–3. (2014).
- Dalla-Corte, Gabriela; De Marco, Miguel Ángel. Carlos de Sanctis: salud, guerra y fraternidad. Editorial: Grupo Prohistoria, Prohistoria Ediciones, Rosario. 978–987–1855–75–9. (2014).

## Premios y reconocimientos
- LID de Biografía Empresarial, Editorial LID (2005).[22]
- El libro A las puertas del Hogar. Madres, niños y Damas de Caridad en el Hogar del Huérfano de Rosario (1870– 1920), de Gabriel Dalla–Corte y Paola Piacenza (Editorial Prohistoria, Rosario, 2006), fue declarado Libro de Interés por la Municipalidad de Rosario, decreto municipal 28.801, y por la Sala de Comisión Deliberante del Gobierno Provincial de Santa Fe, decreto provincial del 13 de septiembre de 2006.
- Diccionari d'Economistes Catalans: editado por la Societat Catalana d'Economia, reseña un capítulo a Gabriela Dalla–Corte.[23]

## Homenajes póstumos

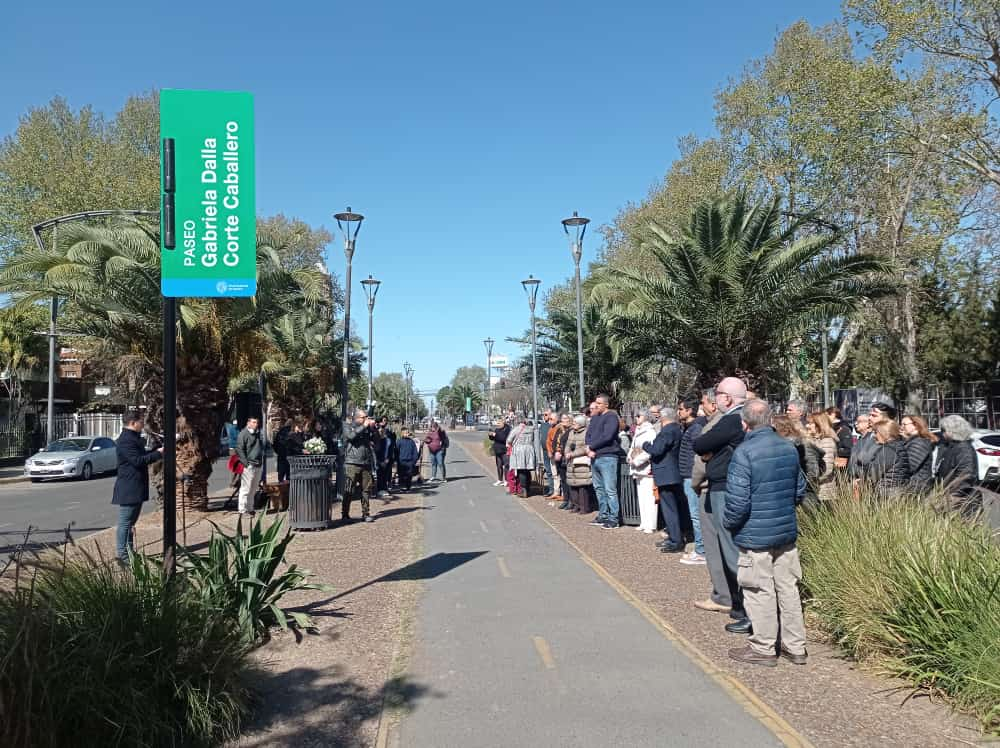
Inauguración del Paseo Gabriela Dalla–Corte Caballero en el tramo de Bv. Oroño entre Deán Funes y Uruguay de la ciudad de Rosario, Argentina (9 de septiembre de 2022)

- Acto Homenaje in Memoriam en el Aula Magna de la Facultad de Geografia i Història de la Universitat de Barcelona. Organizado a propuesta de la sección de Història Antiga, Història d'América I Àfrica, y con el soporte del Departament d'Història i Arqueologia y del Deganat de la Facultat de Geografia i Història. (24 de enero de 2018).[24]
- Darío G. Barriera. Homenaje a Gabriela Dalla–Corte Caballero. Estudios del ISHiR, 21, 2018, pp. 50-51. ISSN 2250-4397. Investigaciones Socio Históricas Regionales, Unidad Ejecutora en Red – CONICET http://revista.ishir conicet.gov.ar/ojs/index.php/revistaISHIR
- Álvarez, Gustavo y Prosperi, Marcela. Yo soy la Gaby. En: Maestras Argentinas (y Maestros y Maestres). Entre mandatos y transgresiones. Tomo 4. Centro Cultural de La Toma Ediciones, Rosario. Eduardo Mancini y Mariana Caballero compiladores. Pág. 333–338. ISBN 978–987–88–0990–8. (2021).
- El Concejo Municipal de Rosario (Argentina) otorgó el nombre de Gabriela Dalla–Corte Caballero a un paseo de la ciudad. (9 de septiembre de 2022).http://concejorosario.gov.ar/[25]
- Cielo Zaidenwerg: Poema homenaje. “Por y para Gabriela“. “… Maestra, colega, compañera, amiga, rosarina orgullosa, catalana por adopción. Te fuiste, te fuiste como eras, fuerte y luchadora, valiente y generosa. Te fuiste despidiéndote, te fuiste dejándonos todo: tu prolífero trabajo, tu compromiso y tenacidad en la recuperación de la historia social…". Leído en el Acto Homenaje in Memoriam, Facultad de Geografia i Història de la Universitat de Barcelona (24 de enero de 2018).[24]